# Yvonne Aki-Sawyerr
Yvonne Aki-Sawyerr OBE (Freetown, 30 de desembre de 1960) és una política de Sierra Leone, que exerceix d'alcaldessa de Freetown des de 2018.

## Trajectòria
Va néixer i créixer a Freetown, la capital de Sierra Leone. Va estudiar a St. Joseph's Secondary School a Freetown, on va ser delegada i capitana de Casa Loreto.
El 1988 es va graduar amb honors en Economia al Fourah Bay College. A la universitat, va ser membre activa de l'Associació Internacional d'Estudiants en Economia i Administració (AIESEC) i l'any 1988 es va convertir en la primera africana del Comitè d'Intercanvi Internacional de l'AIESEC a Brussel·les.
Va aconseguir un màster en Política i Relacions internacionals de l'Economia mundial a la London School of Economics. El 1993 va rebre la seva certificació de l'Institut de Charted Comptables a Anglaterra i Gal·les.

### Carrera política
Entre gener de 2016 i setembre de 2017 va liderar l'equip d'execució de les prioritats de recuperació del president, la segona fase d'un programa de múltiples parts interessades per impulsar la recuperació socioeconòmica sostenible a Sierra Leone després del brot del virus d'Ebola. Va liderar el disseny i implementació d'un enfocament innovador per a la prestació de serveis públics que va facilitar, coordinar i recolzar les activitats d'onze ministeris, departaments i agències en set sectors prioritaris per aconseguir metes específiques durant un període de 15 mesos.
L'any 2018 es va convertir en alcaldessa de Freetown, després d'obtenir un total de 309,000 vots que representaven el 59.92% de la comunitat.
El gener de 2023, Yvonne Aki Sawyerr es presentarà per un altre mandat a les eleccions de juny de 2023..

### Vida personal
Aki-Sawyerr està casada i té dos nens.

## Premis i reconeixements
Aki-Sawyerr va desenvolupar i implementar una estratègia per posar fi al brot del virus d'Ebola a Sierra Leone i la seva contribució va ser reconeguda pel seu treball en amb la Medalla d'Or de l'Ebola, lliurada pel president de la República de Sierra Leone, Ernest Bai Koroma, el desembre de 2015. Va ser nomenada oficial de l'Ordre de l'Imperi Britànic (OBE) per la reina Elisabet II del Regne Unit al gener al 2016.
Va aparèixer a la llista de les 100 Dones de la BBC anunciada el 23 de novembre de 2020.